# Isla Portillo
La isla Portillo o Korff es una elevación (en inglés: ice rise) de 300 metros de altura, en la parte suroeste de la barrera de hielo Filchner-Ronne en la Antártida, situándose en el fondo de la gran bahía que constituye el mar de Weddell. Posee 150 kilómetros de largo y 40 kilómetros de ancho.

## Historia y toponimia
Fue descubierto durante la participación de Estados Unidos en el Año Geofísico Internacional (AGI; 1957-1958), y nombrado en honor al profesor Serge A. Korff, vicepresidente del comité nacional estadounidense del AGI. Korff, físico y especialista en rayos cósmicos, también fue profesor de física en la Universidad de Nueva York.
En la toponimia antártica argentina, recibe el nombre del almirante Gregorio A. Portillo de la Armada Argentina, quien encabezó, el 13 de diciembre de 1947, el primer vuelo argentino en el continente antártico.

## Reclamaciones territoriales
Argentina incluye a la isla en el departamento Antártida Argentina dentro de la provincia de Tierra del Fuego, Antártida e Islas del Atlántico Sur; para Chile integra la comuna Antártica de la provincia Antártica Chilena dentro de la Región de Magallanes y de la Antártica Chilena; y para el Reino Unido integra el Territorio Antártico Británico. Las tres reclamaciones están sujetas a las disposiciones y restricciones de soberanía del Tratado Antártico.
Nomenclatura de los países reclamantes: 
- Argentina: isla Portillo[5][6]
- Chile: Isla Korff
- Reino Unido: Korff Ice Rise[3]